# Kodex Hermopolis
Der Kodex Hermopolis ist eine Sammlung von Rechtssätzen aus dem ptolemäischen Ägypten. Der Kodex stammt aus dem 3. vorchristlichen Jahrhundert.

## Entdeckung
Der Kodex Hermopolis wurde während einer Grabungskampagne 1938/39 in Hermopolis gefunden. Die Kampagne stand im Zusammenhang mit systematischen Ausgrabungen, die von der Universität Kairo durchgeführt und von dem ägyptischen Archäologen Sami Gabra geleitet wurden.
Die Rekonstruktion erwies sich als überaus schwierig. Der Fund selbst bestand aus einem beidseitig beschriebenen Papyrus, der in einem zerbrochenen Topf am Fuße einer Ruine verwahrt worden war. Der Papyrus seinerseits war durch Schlamm und Salz stark beschädigt, die Tinte an etlichen Stellen so sehr verblasst, dass sie kaum noch zu erkennen war.

## Der Papyrus
Der Papyrus ist in demotischer Sprache verfasst. Die eine Seite des Papyrus enthält einen mathematischen Text, der im Jahre 1972 von Richard Parker unter dem Titel Demotic Mathematical Papyri publiziert wurde.
Die andere Seite enthält die als Kodex Hermopolis bekannt gewordenen Rechtstexte.

## Edition des Kodex
Die Veröffentlichung des gefundenen Rechtstextes wurde zu einer Lebensaufgabe des Ägyptologen Girgis Mattha, deren Vollendung er jedoch nicht mehr erleben sollte. Mattha gab im Jahre 1941 einen ersten Bericht über den gefundenen Text. An der Übertragung des vielfach nur noch fragmentarisch vorhandenen Rechtstextes in die englische Sprache sollte er sodann bis zu seinem Tode im Jahre 1967 arbeiten. Nach dem Tode von Mattha wurde das unfertige Manuskript der Übertragung von dem amerikanischen Ägyptologen George R. Hughes bearbeitet, dem es zu verdanken ist, dass 1975 eine englische Übersetzung unter dem Titel The Demotic Legal Code of Hermopolis West erschien.

## Inhalt des Kodex
Die in dem Kodex niedergelegten Rechtssätze betreffen überwiegend das Privateigentum und zeigen ein detailliertes Regelwerk über die verschiedenen Formen des Eigentums im alten Ägypten auf, darüber hinaus enthält er etliche eherechtliche Vorschriften zur Alimentation der Ehefrau. Ebenso enthält der Kodex Vorschriften über einzelne Klageformen.
Die Reihenfolge der einzelnen Rechtssätze ist nicht mehr exakt zu rekonstruieren. Die aufgefundenen Textstellen zerfallen zudem in zwei große Fragmente, deren Verbindung untereinander schwer zu rekonstruieren ist. Wenn im Folgenden daher eine kurze Wiedergabe der wesentlichen von dem Kodex behandelten Themen versucht werden soll, lässt dies keinen Rückschluss auf den systematischen Zusammenhang in der ursprünglichen Darstellung zu; gefolgt wird vielmehr der in der englischen Edition vorgenommenen Einteilung in Kolumnen, die jedoch die räumliche Anordnung und nicht den inneren Gegenstand des Textes zum Gegenstand hat.
- Die von Mattha und Hughes als „erste Kolumne“ bezeichnete Textfolge enthält eine Vielzahl von stark ausdifferenzierten Regelungen zum Pachtrecht, das in enger Beziehung zur Leihe gesehen wird. Den gesellschaftlichen Verhältnissen entsprechend ist der primäre Anwendungsbereich dieses Rechtsverhältnisses die Landwirtschaft. Behandelt werden Streitigkeiten aus der Verwendung des Leihgutes, der Rückgabe des Pachtobjektes, der Verjährung und der rechtswidrigen Nutzung des Pachtlandes. In prozessualer Hinsicht finden sich Regelungen, die im System des heutigen Zivilprozesses als Beweislastregeln begriffen werden würden.
- Auch die zweite Kolumne behandelt das Rechtsverhältnis zwischen Verpächter und Pächter. Die Regelungen betreffen zunächst offensichtlich die Einflüsse durch höhere Gewalt und durch Missernten. Weitere Regelungen gehen auf das Problem der Doppelverpachtung ein, wobei die Lösung offenbar in einer Verpflichtung zur späteren Erfüllung des Pachtversprechens gesehen wird. Hierin liegt eine deutliche Unterscheidung von der römischen Rechtskultur, die in derartigen Konstellationen eher auf das Schadensersatzrecht Zugriff genommen hätte. Angeschlossen sind Regelungen des Prozessrechts. Differenzierend danach, ob der Beklagte anwesend oder abwesend ist, werden zwei Prozessformulare unterbreitet. Hervorzuheben ist hier die Schriftlichkeit des Verfahrens. Schließlich folgen Regelungen zur Pacht von Häusern oder Sachen im Gegensatz zu der zuvor behandelten Landpacht.
- Die dritte Kolumne behandelt zunächst Verjährungsfragen, dann einzelne Modifikationen des Pachtrechts. Abschließend finden sich wiederum prozessuale Vorschriften.
- Die vierte Kolumne enthält Vorschriften über die Hingabe von Geld und die daraus folgenden Rechtsverhältnisse am Beispiel eines Darlehens, das der Verpächter dem Pächter gewährt. Auch hier legt der Text Gewicht auf die Regelungen der Beweisführung. Zahlungen sollen demnach vornehmlich durch Quittungen erwiesen werden müssen. Sodann wendet der Text sich der Frage der Alimentation und der Rechtsfolgen unterbliebener Alimentation zu.
- Die fünfte Kolumne behandelt das Institut der Alimentation als eine umfassende Form des Austauschvertrages und enthält hierzu wesentliche prozessuale Vorschriften. Hier ist auch die Beweisführung durch den Eid der prozessführenden Parteien geregelt.
- Der Inhalt der sechsten Kolumne regelt wesentliche Grundlagen des Immobiliarsachenrechts.
- Die siebente Kolumne befasst sich erneut mit vertragsrechtlichen Fragen; zudem findet sich hier eine Klage nach einem Diebstahl geregelt.
- Die achte Kolumne wendet sich den Rechten bei Beschädigung und Zerstörung von Eigentum sowie erbrechtlichen Fragen zu.
- Die neunte Kolumne befasst sich ausschließlich mit erbrechtlichen Problemen, einschließlich einer dezidierten Regelung des Pflichtteilsrechts.
- Die zehnte Kolumne ist nur so rudimentär erhalten, dass ein Rückschluss auf den Regelungsgehalt der dortigen Textpassagen kaum möglich ist.